# Sarandí
Sarandí – miasto w Argentynie, w prowincji Buenos Aires, w Partido Avellaneda. Nazwa miasta pochodzi od lokalnej rośliny.

## Sport
W mieście swoją siedzibę ma klub piłkarski Arsenal de Sarandi, zdobywca Copa Sudamericana z roku 2007. Znajduje się tutaj stadion Estadio Julio Humberto Grondona o pojemności 16 300, na którym drużyna rozgrywa swoje spotkania.
W mieście urodził się Rodrigo de Paul, mistrz świata w piłce nożnej z roku 2022.